# 단백질-단백질 상호작용

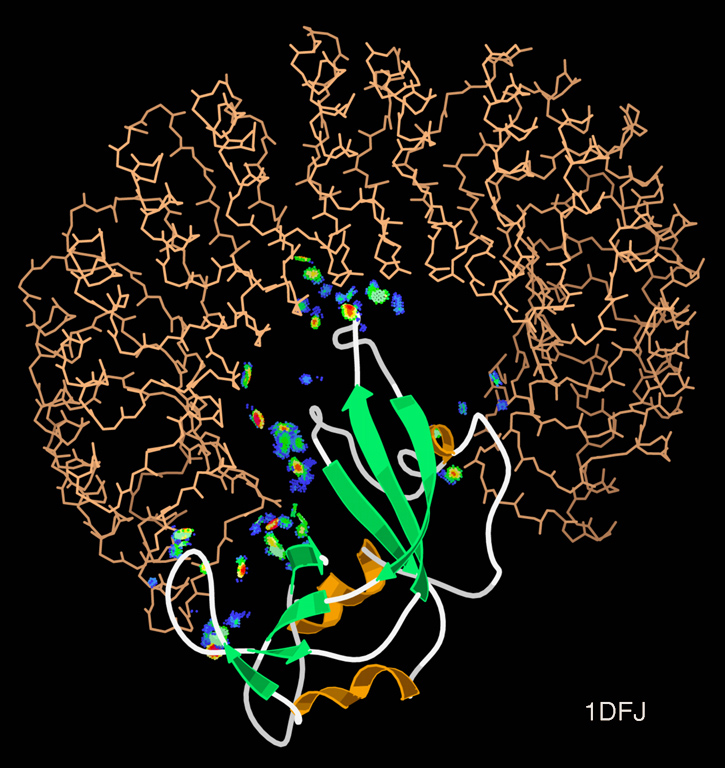
말굽 모양의 리보뉴클레이스 억제제는 리보뉴클레이스 단백질과 단백질-단백질 상호작용을 형성한다. 두 단백질 사이의 접촉은 컬러 패치로 표시되었다.

단백질-단백질 상호작용(蛋白質蛋白質相互作用, 영어: protein-protein interaction, PPI)은 정전기력, 수소 결합, 소수성 효과를 포함하는 상호작용에 의해 조정되는 생화학적 사건의 결과로, 둘 이상의 단백질 분자 사이에 확립된 높은 특이성의 물리적 접촉을 의미한다. 이를 가장 많이 목격할 수 있는 것은 특정 생체 분자 상황에서 세포 또는 살아있는 유기체에서 발생하는 사슬 사이의 분자 결합과의 물리적 접촉이다.
단백질은 기능이 조절되는 경향이 있기 때문에 단독으로 작용하는 경우는 거의 없다. 세포 내의 많은 분자 과정은 단백질-단백질 상호작용으로 구성된 수많은 단백질 구성 요소로 구성된 분자 기계에 의해 수행된다. 이러한 생리학적 상호 작용은 유기체의 소위 상호작용체를 구성하는 반면, 비정상적인 단백질-단백질 상호작용은 크로이츠펠트-야코프병 및 알츠하이머병과 같은 여러 응집 관련 질병의 시발점이 된다.
특히 단백질-단백질 상호작용은 생화학, 양자화학, 분자동역학, 신호 전달 등 다양한 방법과 다양한 관점에서 연구되어왔다. 이 모든 정보를 통해 대사 또는 유전/후성유전 네트워크와 유사한 네트워크를 생성할 수 있으며, 이는 질병의 생화학적 신호 전달 및 분자 병인학에 대한 현재 지식을 강화하고 치료 목적으로 추정되는 단백질 표적의 발견을 가능하게 할 것이다.

## 단백질-단백질 상호작용의 예

### 전자 전달 단백질
많은 대사 반응에서 전자 운반체 역할을 하는 단백질은 환원 효소 작용을 하는 효소에 결합한다. 전자를 받은 후 해리되어 산화 효소(전자의 수용체)에 작용하는 다음 효소에 결합한다. 단백질 간 이러한 상호 작용은 효율적인 전자 전달을 보장하기 위해 단백질 간의 고도로 특이적인 결합을 한다. 예를 들어 미토콘드리아의 산화적 인산화, 사이토크롬 c-환원 효소/ 시토크롬 c /시토크롬 c-산화 효소, 마이크로솜, 미토콘드리아 P450 시스템이 있다.
미토콘드리아 P450 시스템의 경우, 전자 전달 단백질 아드레노독신과 그 환원 효소의 결합에 관여하는 특정 잔기는 환원 효소 표면의 2개의 염기성 아르기닌 잔기와 아드레노독신의 2개의 산성 아스파트산 잔기로 확인되었다. 환원 효소의 계통 발생에 대한 보다 최근의 연구는 단백질-단백질 상호작용에 관여하는 이들 잔기가 이 효소의 진화 전반에 걸쳐 보존되어 왔다는 것을 보여주었다.

### 신호 변환
세포의 활동은 세포 외 신호에 의해 조절된다. 세포 내부 및 세포 내부를 따른 신호 전달은 다양한 신호 분자 사이의 PPI에 따라 달라진다. 양성자 펌프 억제제를 통해 신호 경로의 모집은 호출 신호 전달 및 다양한 생물학적 과정에 포함하여 많은 질병에 근본적인 역할을 한다. 예를 들어 파킨슨병과 암이 대표적인 예이다.

### 막 수송
단백질은 막 수송을 통해 다른 단백질을 운반할 수 있다.

### 세포 대사
많은 생합성 과정에서 효소는 서로 상호작용하여 작은 화합물이나 다른 거대 분자를 생성한다.

### 근수축
근수축의 생리학에는 여러 상호작용이 함께 해야한다. 미오신 필라멘트는 분자 모터로 작용하고, 액틴에 결합하여 필라멘트 미끄러짐을 가능하게 한다. 또한 골격근 지질 방울 관련 단백질 계열의 구성원은 골격근의 지방 분해를 조절하기 위해 지방 트리글리세리드 리이페이스의 활성화제 및 보조 활성제 비교 유전자 식별로서 다른 단백질과 연관된다.

## 유형
단백질-단백질 상호작용의 유형을 설명하려면 단백질이 일시적으로 상호작용하거나(신호 전달과 같은 짧은 시간에 특정 효과를 생성하기 위함) 다른 단백질과 상호작용할 수 있다는 점을 고려하는 것이 중요하다. 살아있는 시스템 내에서 분자 기계가 되는 복합체를 형성하는 안정적인 방법이다. 단백질 복합체 어셈블리는 호모올리고머 또는 헤테로올리고머 복합체의 형성을 초래한다. 효소 억제제 및 항체-항원으로서 통상적인 복합체에 더하여, 도메인-도메인 및 도메인-펩타이드 사이의 상호작용도 확립될 수 있다.

### 호모올리고머 / 헤테로올리고머
호모올리고머는 한 가지 유형의 단백질 소단위체로 구성된 거대 분자 복합체이다. 단백질 소단위체 조립은 단백질의 4차 구조에서 비공유 상호작용의 확립에 의해 실행된다. 초기 개별 단량체로 돌아가기 위해 호모올리고머의 파괴는 종종 복합체의 변성을 필요로 한다. 여러 효소, 담체 단백질, 스캐폴딩 단백질 및 전사 조절 인자는 호모올리고머로서의 기능을 수행한다. 독특한 단백질 소단위체는 여러 세포 기능을 제어하는 데 필수적인 헤테로올리고머에서 상호작용한다. 헤테로올리고머 단백질 간의 의사 소통의 중요성은 세포 신호 전달 이벤트 동안 훨씬 더 분명하며 이러한 상호 작용은 단백질 내의 구조적 도메인으로 인해 가능하다.

### 안정적인 상호작용 / 일시적인 상호작용
안정적인 상호 작용은 기능적 역할을 수행하기 위해 영구 복합체의 일부를 소단위로 사용하여 장기간 상호 작용하는 단백질을 포함한다. 이들은 일반적으로 ATP 가수 분해 효소의 소단위로서 호모올리고머(시토크롬c) 및 일부 헤테로올리고머 단백질의 이 경우이다. 반면에, 단백질은 대부분의 세포에서 일어나는 것처럼 특정 세포 상황(세포 유형, 세포 주기, 외부 요인, 다른 결합 단백질의 존재 등)에서만 다른 단백질과 짧게 그리고 가역적인 방식으로 상호작용할 수 있다. 생화학적 신호 전달에 관여하는 단백질은 일시적인 상호작용에 속한다. 예를 들어, 일부 G 단백질 결합 수용체는 세포외 리간드에 의해 활성화될 때 Gi/o 무스카린 수용체 M3과 같은 일부 Gq 결합 수용체는 수용체와 리간드가 결합하기 전에 Gq 단백질과 결합한다. 본질적으로 무질서한 단백질 영역과 구형 단백질 도메인 사이의 상호작용는 일시적인 상호작용으로 결합한다.

### 공유 / 비공유
공유 상호작용은 가장 강한 결합을 가진 상호작용이며 이황화 결합 또는 전자 공유에 의해 형성된다. 드물지만 이러한 상호 작용은 유비퀴틴화 및 SUMO화과 같은 일부 번역 후 변형에서 결정적이다. 비공유 결합은 일반적으로 수소 결합, 이온 상호 작용, 반데르발스 힘, 소수성 결합과 같은 약한 결합의 조합에 의해 일시적인 상호 작용 중에 설정된다.

### 물의 역할
물 분자는 단백질 간의 상호 작용에 중요한 역할을 한다. 상동 단백질로부터 고해상도로 얻은 복합체의 결정 구조는 일부 계면 물 분자가 상동 복합체 사이에서 보존된다는 것을 보여주었다. 계면 물 분자의 대부분은 각 복합체의 두 파트너와 수소 결합을 만든다. 한 단백질 파트너의 일부 인터페이스 아미노산 잔기 또는 원자 그룹은 다른 단백질 파트너와 직접 및 물 매개 상호작용에 관여한다. 두 개의 물 분자에 의해 매개되는 이중 간접 상호 작용은 친화도가 낮은 상동 복합체에서 더 많다. 예를 들어 티로신 잔기를 페닐알라닌으로 바꾸는 것과 같이 주의 깊게 수행된 돌연변이 유발 실험은 물 매개 상호작용이 상호작용 에너지에 기여할 수 있음을 보여주었다. 따라서 물 분자는 단백질 간의 상호 작용과 교차 인식을 촉진할 수 있다.

## 구조

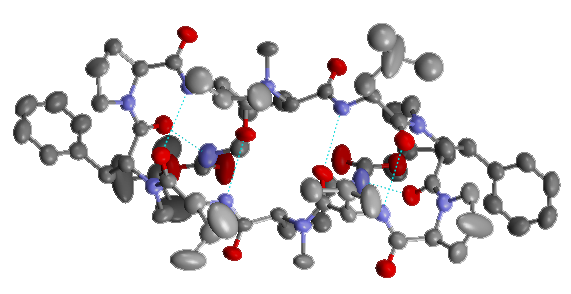
X선 결정학에 의해 결정된 변형된 그라미시딘 S의 결정 구조

용액에서 역학을 보여주는 시토크롬c의 핵자기 공명 구조

많은 단백질 복합체의 구조는 엑스선결정학 기술에 의해 밝혀졌다. 이 방법으로 해결된 첫 번째 구조는 존 켄드루가 밝힌 향유고래 미오글로빈 구조이다. 이 기술에서 결정성 원자에 의해 회절된 엑스선의 각도와 강도가 필름에서 감지되어 결정체 내의 전자 밀도에 대한 3차원 그림을 생성한다.
이후에는 단백질 복합체의 분자 구조를 밝히기 위한 목적으로 핵자기 공명도 적용되기 시작했다. 예시 중 하나는 칼모듈린에 결합된 칼모듈린 결합 도메인의 구조였다. 이 기술은 원자핵의 자기적 특성에 대한 연구를 기반으로 하여 해당 원자 또는 분자의 물리적 및 화학적 특성을 결정한다. 핵 자기 공명은 약한 PPI를 특성화하는 데 유리하다.

### 도메인
단백질은 다른 단백질의 특정 서열과 상호작용하고 이에 결합하는 구조적 도메인을 보유한다.
- Src 상동성 2(SH2) 도메인

SH2 도메인은 2개의 알파 나선이 측면에 끼인 3가닥 꼬인 베타 병풍으로 구성된다. 인산화 티로신(Phosphotyrosine)에 대한 높은 친화력을 가진 Deep Binding Pocket의 존재는 인산화 세린(Phosphoserine)이나 인산화 트레오닌(Phosphothreonine)에 대해서는 그렇지 않은 티로신 인산화 단백질, 주로 자가 인산화 성장 인자 수용체의 인식에 필수적이다. 성장 인자 수용체 결합 단백질 및 인지질 가수 분해 효소 Cγ는 SH2 도메인을 갖는 단백질의 예이다.
- Src 상동성 3(SH3) 도메인

구조적으로 SH3 도메인은 두 개의 수직 베타 병풍과 세 개의 역평행 베타 가닥으로 구성된 베타 배럴로 구성된다. 이 도메인은 프롤린이 풍부한 서열을 폴리프롤린 유형 II 나선 구조(PXXP 모티브)로 인식한다. 단백질 티로신 인산화효소 및 성장 인자 수용체 결합 단백질 2( Grb2)와 같은 세포 신호 전달 단백질이 그 예이다.
- 인산화 티로신 결합(PTB) 도메인

PTB 도메인은 인산화 티로신 그룹을 포함하는 서열과 상호작용한다. 이러한 도메인은 인슐린 수용체 기질에서 찾을 수 있다.
- LIM 도메인

LIM 도메인은 처음에 3개의 호메오 도메인 전사 인자(lin11, is11, mec3)에서 확인되었다. 발달에 관여하는 호메오도메인 단백질 및 기타 단백질 외에도 LIM 도메인은 세포 분화, 세포골격 및 노화 관련 관련 역할을 하는 비 호메오도메인 단백질에서도 확인되었다. 이 도메인은 탠덤 시스테인이 풍부한 아연 집게를 포함하고 공통 서열 CX2CX16-23HX2CX2CX2CX16-21CX2C/H/D를 포함한다. LIM 도메인은 PDZ 도메인, bHLH 전사 인자 및 기타 LIM 도메인에 결합한다.
- Sterlile Alpha Motif(SAM) 도메인

SAM 도메인은 소수성 중심이 보존된 소형 패키지를 형성하는 5개의 나선으로 구성된다. 예를 들어 Eph 수용체와 기질 상호작용 분자(STIM)에서 찾을 수 있는 이러한 도메인은 비 SAM 도메인 함유 단백질에 결합하며 RNA에 결합하는 능력도 있는 것으로 보인다.
- PDZ 도메인

PDZ 도메인은 PSD-95, DlgA 및 ZO-1의 세 가지 구아닐레이트 인산화효소에서 처음 확인되었다. 이들 도메인은 카르복실 말단 트리펩타이드 모티프(S/TXV), 다른 PDZ 도메인 또는 LIM 도메인을 인식하고 C 말단 소수성 잔기가 있는 짧은 펩타이드 서열을 통해 결합한다. PDZ 도메인을 갖는 것으로 확인된 일부 단백질은 스캐폴딩 단백질이거나 이온 수용체 조립 및 수용체-효소 복합체 형성에 관여하는 것으로 보인다.
- FERM 도메인

FERM 도메인은 PtdIns(4,5)P2에 결합할 수 있는 염기성 잔기를 포함한다. 탈린(Talin) 및 Focal Adhesion Kinase(FAK)는 FERM 도메인을 나타내는 두 가지 단백질이다.
- 칼포닌 상동성(CH) 도메인

CH 도메인은 주로 세포 골격 단백질인 파빈(Parvin)으로 존재한다.
- 플렉스트린 상동성 도메인

플렉스트린 상동성 도메인은 신호 전달 단백질의 포스포이노시티드 및 산 도메인에 결합한다.
- WW 도메인

WW 도메인은 프롤린이 풍부한 서열에 결합한다.
- WSxWS 모티프

사이토카인 수용체에서 발견된다.

## 계면의 속성
분자 구조에 대한 연구는 단백질 간의 상호 작용을 가능하게 하는 계면에 대한 세부 사항을 제공할 수 있다. PPI 계면을 특성화할 때 복합체의 유형을 고려하는 것이 중요하다.
평가된 매개변수에는 크기(절대 치수 Å2 또는 용매 접근 가능한 표면적(SASA)에서 측정), 모양, 표면 간의 상보성, 잔류 계면 경향, 소수성, 분할 및 2차 구조, 복합체 형성에 대한 형태적 변화가 포함된다.
소수성 잔기, 특히 방향족 잔기가 자주 풍부함에도 불구하고 대부분의 PPI 계면은 단백질 코어보다는 단백질 표면의 구성을 반영한다. PPI 계면은 동적이고 일반적으로 평면형이지만 구형 및 돌출형일 수도 있다. 인슐린 이량체, 트립신, 산소 헤모글로빈의 세 가지 구조를 기반으로 Cyrus Chothia와 Joel Janin은 1,130 ~ 1,720Å2 사이의 표면적이 물과의 접촉에서 제거되었음을 발견했다. 나중의 연구에서는 대부분의 상호작용의 묻힌 표면적을 1,600±350Å2 로 개선했다. 그러나 훨씬 더 큰 상호 작용 계면도 관찰되었으며 상호 작용 파트너 중 하나의 구조가 크게 변경되었다. PPI 계면은 모양과 정전기 상보성을 모두 나타낸다.

## 조절
- 단백질 농도는 차례로 발현 수준과 분해 속도에 의해 영향을 받는다.
- 단백질 또는 기타 결합 리간드에 대한 단백질 친화성
- 리간드의 농도(반응물, 이온 등)
- 다른 단백질, 핵산 및 이온의 존재
- 단백질 주변의 전기장
- 공유 변형의 발생

## 실험 방법
PPI를 감지하는 방법에는 여러 가지가 있다. 각 접근 방식은 특히 방법의 민감도와 특이성 과 관련하여 고유한 강점과 약점을 가지고 있다. 가장 일반적이고 널리 사용되는 고처리량 방법은 효모단백질잡종법 및 질량 분석과 같은 방법이 있다.

효모와 포유동물의 효모단백질잡종법의 원리

## 같이 보기
- 망생물학
- 효소 촉매작용
- 단백질 동역학
- 단백질 도메인
- 단백질의 구조
- 시스템 생물학